# 福克兰群岛立法议会
福克兰群岛立法议会（英語：Legislative Assembly of the Falkland Islands）是英国海外领地福克兰群岛的立法机关。立法议会实行一院制，由11名议员组成，包括8名民选议员、2名当然议员和1名议长。立法议会在斯坦利镇礼堂办公。